# Pavol Dobšinský
Pavol Dobšinský (Slavošovce, 16 marzo 1828 – Drienčany, 22 ottobre 1885) è stato uno scrittore, etnografo e pastore protestante slovacco.

## Biografia
Suo padre era un pastore protestante. Studiò nei licei di Rožňava, Miškovec e, dal 1840, al liceo evangelico di Levoča. Nel 1850 concluse gli studi e sostenne l'esame per il presbiterato evangelico.
Tra il 1848 e il 1849 si era arruolato nell'esercito insurrezionale slovacco e successivamente nell'esercito imperiale. Dal 1850 al 1852 svolse il suo ministero a Levoča come assistente del parroco Samuel Reuss, che era anche etnografo. Fu così che iniziò a raccogliere documenti della letteratura popolare slovacca. Dal 1852 fu impiegato come vicedirettore del giornale "Slovenské pohľady", fra il 1858 e il 1861 fu professore di lingua e letteratura slovacca a Banská Štiavnica. Si trasferì poi a Drienčany, di cui fu parroco dal 1861.
Si sposò due volte: la prima moglie fu Paulína Schmidtová, la seconda fu Adela Medvecká-Čajaková, vedova del poeta Janko Čajak e sorella della poetessa Terézia Vansová.

## Attività letteraria
La sua attività letteraria incominciò nel periodo degli studi a Levoča. Già a quel tempo scriveva poesie, influenzato dalla cerchia di Ľudovít Štúr. Si trattava soprattutto di imitazione di canzoni popolari, di poesie patriottiche e allegoriche. Su diversi giornali pubblicò a puntate traduzioni di Byron, Lamartine e Mickiewicz. Fu direttore dei giornale Holubica e Sokol, recensì gli almanacchi Concordia e Lipa. Come editore pubblicò le opere di Janko Čajak, Ján Botto e Ľudovít Kubáni.
La sua principale attività fu l'etnografia. Già da studente si occupò della problematica della letteratura popolare. Pubblicò sui giornali studi sul folklore e li raccolse nel volume Úvahy o slovenských povestiach ("Riflessioni sui racconti slovacchi") (1872). Raccoglieva sistematicamente e trascriveva canzoni, proverbi, indovinelli, giochi, usi e credenze. Prima di pubblicare questo materiale eliminava particolari erotici e umorismo spinto e grazie a ciò le sue opere, originariamente indirizzate agli adulti, divennero amate e idonee ai piccoli lettori. Con August Horislav Škultéty raccolse 64 fiabe, che pubblicò fra il 1858 e il 1861 in sei quaderni intitolati Slovenské povesti ("Leggende slovacche"). Poco prima della morte pubblicò altre 90 fiabe in otto quaderni intitolate Prostonárodné slovenské povesti ("Leggende popolari slovacche") (1880 – 1883). Queste raccolte sono opere fondamentali e tuttora rappresentative del folklore slovacco.

## Opere
- 1858 / 1861 – Slovenské povesti ("Racconti slovacchi"). Rožňava – Banská Štiavnica
- 1874 – Sborník slovenských národných piesní, povestí, prísloví, porekadiel, hádok, hier, obyčajov a povier ("Raccolta di canzoni, leggende, proverbi, motti, indovinelli, giochi, usanze e credenze nazionali slovacchi")
- 1880 – Prostonárodnie obyčaje, povery a hry slovenské ("Usanze, credenze e giochi popolari slovacchi")
- 1880 / 1883 – Prostonárodnie slovenské povesti ("Leggende popolari slovacche") (8 quaderni)

### In italiano
- Pavol Dobšinský, Il re del tempo e altre fiabe slovacche, trad. a cura di Jarmila Očkayová, Palermo, Sellerio, 1988 ISBN 8838905134. È una traduzione di 33 fiabe di Prostonárodnie slovenské povesti.

### Opere in versione elettronica
- (SK) Prostonárodnie obyčaje, povery a hry slovenské (testo completo), su zlatyfond.sme.sk.
- (SK) Prostonárodné slovenské povesti - Primo volume (testo completo), su zlatyfond.sme.sk.
- (SK) Prostonárodné slovenské povesti - Secondo volume (testo completo), su zlatyfond.sme.sk.
- (SK) Prostonárodné slovenské povesti - Terzo volume (testo completo), su zlatyfond.sme.sk.
- (SK) Popolvár najväčší na svete - Pavol Dobšinský [collegamento interrotto], su eknizky.sk.
- (SK) DOBŠINSKÝ, P., ŠKULTÉTY, A. H. Slovenské povesti Kniha 1. Povesti prastarých báječných časov. Rožňava: [s.n.], 1858. 401 p., digitalna.kniznica.info